# Parroquia de Nuestra Señora de las Mercedes
La Parroquia de Nuestra Señora De Las Mercedes, ubicada en la ciudad de Tacna, distrito de Pocollay forma parte de la Diócesis de Tacna y Moquegua. Está ubicada en Av. Francisco De Zela (Al frente de la Plaza Francisco Antonio de Zela), en este templo se venera la imagen de la Virgen de las Mercedes que goza de gran veneración entre los habitantes del Distrito de Pocollay.

## Historia
En el lugar en el que se encuentra la actual iglesia, anteriormente se ubicaba una capilla que fue iniciada por Don Manuel Flores Calvo. La Iglesia Histórica del Distrito de Pocollay, inicia su construcción en 1856 por iniciativas de Manuel Flores Calvo, quien fue promotor del proyecto y el que a su costo construye la Iglesia con el apoyo de entusiastas familias fundadoras del nuevo pueblo de Pocollay.
El terremoto de 1868 habría destruido parcialmente la edificación, el pueblo nuevamente participó para la reparación y reconstrucción del daño. Durante la Ocupación Chilena lucio nuevo colores (rojo y blanco) al igual de la Parroquia San José de Calana.
El 23 de junio de 2001 un fuerte sismo azoto al sur del Perú, la Iglesia de la Virgen de las Mercedes fue destruida totalmente en los débiles cimientos de adobe. Luego de varias gestiones, el párroco Pedro Walter Figueroa Rayme y el Alcalde Angel Huanca Jarecca, se logra realizar un convenio con el Gobierno Regional de Tacna y el proyecto A trabajar Urbano se terminaría la remodelación de la Iglesia Virgen de las Mercedes. El 19 de junio de 2004 fue inaugurada y consagrada como Patrimonio Cultural.

## Origen de la Virgen de las Mercedes
Se tiene algunas hipótesis con respecto al origen de la Imagen de la Patrona de Pocollay, la Virgen de las Mercedes. Actualmente la Imagen reside en dicha parroquia.

### Traída de Bolivia
La señora Zoila Velásquez de Reynoso afirma que la efigie de la Virgen de las Mercedes fue traída de Bolivia, habiéndose sido donada por una ex-monja de yb convento de La Paz y que posteriormente se casó con un vecino del distrito, Don José María Saco.
La señora Alicia Vigil, familiar de la donante refiere a que la imagen fue traída de Tarija (Bolivia) de un convento de la Mercedarias.

### Traída de Roma
Pobladores afirman, tal fue la afirmación de Jeronimo Condori Flores, vecino del Pago de Capanique señaló que dicha imagen fue traída de Roma (Italia), negando rotundamente de que fuera traída de Bolivia, por las mismas dificultades que presentaban los caminos, con el sistema de arrieraje. Dicha hipótesis fue relatado por Doña Melchora Eriquita Vda. de Condori (abuela de Jeronimo Condori) y que su traslado de la imagen fue gestión del fundador de Pocollay, Don Manuel Flores Calvo.

## Descripción
Es una parroquia de fachada de color amarillo-naranja y en la parte inferior de la estructura algunas piedras ordenadas y estéticas que adornan la fachada. Presenta un campanario y en su centro un ventanal circular y una gran puerta; al lado derecho reside un oratorio y al izquierdo las oficinas administrativas.

## Actualidad
Al estar ubicada al frente de la Plaza Principal del Distrito de Pocollay convierte en la iglesia principal del Distrito y la Virgen de las Mercedes como Patrona de dicho distrito, por ello es frecuente la realización de muchas actividades bajo cargo de la misma parroquia y la Diócesis de Tacna y Moquegua. Su festividad es cada 24 de setiembre.